# Station Nieuwersluis-Loenen
Station Nieuwersluis-Loenen is een voormalig spoorwegstation aan de Rhijnspoorweg (spoorlijn Amsterdam – Utrecht), gelegen in het plaatsje Nieuwersluis (gemeente Stichtse Vecht). Het station is gelijk met de oplevering van de spoorlijn Amsterdam-Utrecht geopend op 18 december 1843, onder de naam Nieuwersluis, in 1928 werd dit gewijzigd in Nieuwersluis-Loenen, het enkele kilometers verderop gelegen station Loenen-Vreeland werd Vreeland.
Van 1915 tot 1950 was het station ook het eindpunt van de spoorlijn Aalsmeer - Nieuwersluis-Loenen (onderdeel van de Haarlemmermeerspoorlijnen).
Bij de grondverwerving voor de aanleg van de spoorlijn diende grond van H.J. Doude van Troostwijk, de eigenaar van landgoed Sterreschans, aangekocht te worden. Hij wilde wel tot verkoop overgaan, mits "Nooit of te nimmer mag, zonder uitdrukkelijke toestemming van H.J. van Doude van Troostwijk, zijn erven of rechtsverkrijgenden, verandering worden aangebracht in de bepaling dat alle treinen die Nieuwersluis passeren, daar ook stoppen".
In 1916 kocht de Maatschappij tot Exploitatie van Staatsspoorwegen (SS) een aantal stops af. In het vervolg stopten nog maar veertig treinen per dag (op zondag tweeëntwintig) op het station. Dit leverde een nazaat van H.J. Doude van Troostwijk 100.000 gulden op. Voor het geheel afkopen van de dienstregeling in 1953 diende de NS voor hetzelfde bedrag in de buidel te tasten.
In 1868 werd het simpele houten onderkomen vervangen door een volwaardige accommodatie. Het nieuwe station bestond uit een fraai stenen gebouw. Het stationsgebouw omvatte vijf dienstwoningen, de stationsdienst, een vestibule, plaatskaartenkantoor, een wachtkamer derde klasse, een wachtkamer eerste/tweede klasse en een bergplaats. Het emplacement werd uitgebreid met een laad- en losplaats en een seinhuis, na de opening van de spoorlijn naar Aalsmeer werd er nog een draaischijf , waterkolom en goederenopslagplaats toegevoegd.
De aanleg van het Merwedekanaal (tegenwoordig het Amsterdam-Rijnkanaal) in 1892 scheidde het station en het dorp, een situatie die ook in Maarssen en Breukelen ontstond. Wederom bracht de familie Doude van Troostwijk de oplossing. W.I. Doude van Troostwijk was bereid de voor het Merwedekanaal benodigde grond tegen een schappelijke prijs af te staan, de Brug Nieuwersluis kreeg behalve een draaibrug ook een vaste hoge loopbrug over het kanaal. Het station bleef hiermee permanent bereikbaar, dit in tegenstelling tot Maarssen, Breukelen en Vreeland. Er is hier nu geen brug meer. 
Tijdens de Tweede Wereldoorlog werd het stationsgebouw vernield. Na de bevrijding werd het station hersteld om enkele jaren later, na de sluiting van het station in 1953, weer afgebroken te worden.
Tot de aanleg van het viersporige baanvak Utrecht Centraal – Amsterdam Bijlmer in 2004–2007, heeft op de plaats van het voormalige station Nieuwersluis-Loenen een klein emplacement gelegen. Voor de beweegbare brug over de Nieuwe Wetering was tot die tijd nog een bemande brugwachterspost in gebruik. Deze brug is nu vervangen door een hogere, vaste brug.
Voor het inhalen van de lange kolentreinen richting Watergraafsmeer, was er tussen beide hoofdsporen een inhaalspoor aangelegd.
Van het nog aanwezige spoor naar Aalsmeer is in de jaren 80 gebruikgemaakt voor de aanvoer van materialen voor de aanleg van de Schiphollijn.